# زاویشیتسه
زاویشیتسه (به لاتین: Závišice) یک منطقهٔ مسکونی در جمهوری چک است که در شهرستان نووی ییچین واقع شده‌است.